# Gilles Munier
Pour les articles homonymes, voir Munier.
Gilles Munier, né le 9 novembre 1944 à Reims et vivant à Rennes, est - depuis 1986 - le secrétaire général de l'association Amitiés franco-irakiennes, fondée par l'orientaliste Jacques Berque. En 2003, il a été impliqué dans le volet français de l'affaire Pétrole contre nourriture.

## Biographie
Il a vécu toute sa jeunesse en Algérie (Kabylie et Alger) et au Maroc. Son père qui militait activement pour l'indépendance de l'Algérie en a été expulsé sur ordre de François Mitterrand, alors ministre de l'Intérieur. Il revient en Algérie en septembre 1962, après l'indépendance du pays et y reste jusqu'en 1970. 
Étudiant à la Faculté d'Alger après 1962, il était correspondant à Alger en 1968 et 1969 de la revue La Nation Européenne (disparue en 1969). Cette revue était une publication de haut niveau, publiée par le mouvement paneuropéen Jeune Europe. Il y a publié quatre articles de soutien à la lutte des peuples palestinien et vietnamien et à celle des noirs américains, dont une interview du représentant des Black Panther Stokely Carmichael. Dans l'un de ces articles, il écrit : « Depuis 20 ans, les "six millions de morts" [de la Shoah, NDLR] servent d'alibi pour commettre en Israël les pires atrocités. »
Il a quitté l'Algérie en 1970 pour effectuer son service militaire, puis a milité dans diverses associations dites "pro arabes", à Paris et en Bretagne.

## Amitié franco-arabe
Il adhère en 1968 à des organisations gaullistes et milite depuis son retour en France, en 1971, au sein de l'Association de solidarité franco-arabe (ASFA), pour la libération de la Palestine et en faveur de liens de la France avec des régimes arabes, en particulier ceux d'Algérie, d'Irak et de Syrie. 
Il fonde en 1973 l'Association Roger Coudroy, pour honorer la mémoire du militant de Jeune Europe, mort au combat dans les rangs de la résistance palestinienne. La même année il devient permanent de l'Association de solidarité franco-arabe (ASFA), fondée par les gaullistes de gauche Louis Terrenoire et Lucien Bitterlin. 
Il s'installe en Bretagne en 1978 où il anime l'Association pour les échanges Bretagne-pays arabes (APEBA), puis Bretagne-Coopération Internationale (BCI) présidée par Jean-Yves Le Drian, maire socialiste de Lorient.
En octobre 1990, il va à Bagdad pendant l'affaire des otages et en revient avec 9 Français qui y étaient retenus. Il milite ensuite pour la levée de l'embargo contre l'Irak et le retour des entreprises françaises sur le marché irakien en participant à la création de l'Association franco-irakienne de coopération économique (Afice), soutenue par les anciens ambassadeurs de France à Bagdad et Roselyne Bachelot, député RPR. Gilles Munier a été reçu à 5 reprises par le président Saddam Hussein.
En 1991, il lance une lettre d'information qui traite des relations entre la France et les pays du Moyen Orient, Cinq colonnes à la une.
De 1974 à 2003, Gilles Munier a organisé de nombreux voyages en Irak pour des parlementaires, des journalistes, des universitaires et des chefs d'entreprise, notamment sur le front de la guerre Iran-Irak, au Kurdistan irakien et pendant l'embargo. Il a quitté Bagdad en avril 2003, quelques heures avant le bombardement américain, avec une délégation des "Volontaires de la paix", composée de militaires français spécialistes des armes de destruction massive, venus dénoncer les mensonges de la presse occidentale.
Il était membre de la Conférence de Bagdad organisée deux fois par an par Tarek Aziz, à destination des groupes de soutien à l'Irak venus d'Europe, de Russie, d'Inde ou d'Amérique latine.
En juillet 2003, il reçoit des menaces de mort sous la forme d'une lettre contenant une balle de 22 Long Riffle avec la mention: « La prochaine n'arrivera pas par la poste ». L'auteur des menaces, un pro-israélien, dont la cave était bourrée d'armes et de munitions, n'a été condamné qu'à une peine symbolique.[réf. nécessaire]
Il contribue à la revue plurilingue d'études géopolitiques Eurasia.

## Livres
Gilles Munier est l'auteur du Guide de l'Irak et a participé à la traduction en langue française de Zabiba et le Roi, un roman écrit par Saddam Hussein. Depuis la chute de Bagdad, il publie AFI-Flash, une lettre d'information spécialisée sur la situation en Irak et un blog: "france-irak-actualité". 
Gilles Munier collabore au mensuel tiers-mondiste Afrique Asie, soutient la résistance irakienne et milite pour la libération des prisonniers politiques irakiens. En 2009, il a publié "Les Espions de l'or noir".

## Affaire Pétrole contre nourriture
Gilles Munier a été mis en examen le 6 octobre 2005 dans le volet français de l'affaire Pétrole contre nourriture. Il lui a été interdit, pendant 4 ans (jusqu'en juillet 2009) de quitter le territoire français, mesure dont la plupart des autres accusés étaient exemptés. Il sera défendu par l'avocat Jacques Vergès.
Deux sociétés de courtage pétrolier : Aredio et Taurus finançaient les activités de son association, créée en 1985, dont l'objectif principal était de soutenir l'Irak : achat d'espaces publicitaires (notamment dans Le Monde en janvier 2001), organisation de colloques, expositions de livres, envois d'aide humanitaire en Irak, voyages à Bagdad et lors de conférences anti-embargo organisées en Europe.
Selon le rapport Volcker, Gilles Munier aurait été allocataire de 11,8 millions de barils via la société Aredio.
Accusé de « trafic d'influence » et de « corruption d'agent public étranger » - en un mot d'avoir violé la résolution de l'ONU mettant l'Irak sous embargo - il est reconnu non coupable et relaxé, 8 ans plus tard, par le Tribunal correctionnel de Paris le 8 juillet 2013.

## Publication
- Les Espions de l'or noir, 2009